# Филипповка (приток Вятки)

Филипповка — река в России, протекает в Омутнинском районе Кировской области. Устье реки находится в 1198 км по левому берегу реки Вятки. Длина реки составляет 22 км.
Исток реки на Верхнекамской возвышенности у посёлка Омутнинский в 13 км к северо-западу от города Омутнинск. Река течёт на северо-восток по ненаселённому лесному массиву. Впадает в Вятку севернее посёлка Метрострой (Белореченское сельское поселение).

## Данные водного реестра
По данным государственного водного реестра России относится к Камскому бассейновому округу, водохозяйственный участок реки — Вятка от истока до города Киров, без реки Чепца, речной подбассейн реки — Вятка. Речной бассейн реки — Кама.
По данным геоинформационной системы водохозяйственного районирования территории РФ, подготовленной Федеральным агентством водных ресурсов:
- Код водного объекта в государственном водном реестре — 10010300212111100030047
- Код по гидрологической изученности (ГИ) — 111103004
- Код бассейна — 10.01.03.002
- Номер тома по ГИ — 11
- Выпуск по ГИ — 1